# LIVE IN LIVING
『LIVE IN LIVING 』は、2007年6月26日に発売された羊毛とおはな初の ミニアルバムである。ヴィレッジヴァンガード限定商品。

## 解説
販売はヴィレッジヴァンガード限定ではあるものの、"LIVE IN LIVING"シリーズの第1弾として発表されたミニアルバムである。
"LIVE IN LIVING"シリーズは、＜リビングルームでライブをしているかのような＞質感と、カバー曲＋オリジナル曲で構成されるという作品テーマを持ち、演奏も歌とギターのみのミニマムな編成でライブ録音されている。尚、本作収録の”波音”は、2007年11月6日に発売された「LIVE IN LIVING '07」には入らず、オリジナル楽曲のみで構成されたアルバム「こんにちは。」に収められている。

## 収録曲
1. 波音 
  - 作詞：西田恵美、作曲：市川和則
2. おまもりのうた 
  - 作詞：千葉はな、作曲：市川和則
3. I'll never fall in love again
  - 作詞：ハル・デヴィッド、作曲：バート・バカラック
  - ミュージカル『プロミセス・プロミセス』の劇中歌のカバー
4. Englishman in New York
  - 作詞・作曲：ゴードン・サムナー（スティングの別名）
  - スティングの曲のカバー
5. 人魚
  - 作詞：NOKKO、作曲：筒美京平
  - NOKKOの曲のカバー